# Austin Watson
Austin Watson (* 13. Januar 1992 in Ann Arbor, Michigan) ist ein US-amerikanischer Eishockeyspieler, der seit Oktober 2024 bei den Detroit Red Wings aus der National Hockey League (NHL) unter Vertrag steht und parallel für deren Farmteam, die Grand Rapids Griffins, in der American Hockey League zum Einsatz kommt. Zuvor verbrachte der rechte Flügelstürmer unter anderem acht Jahre in der Organisation der Nashville Predators und drei Jahre bei den Ottawa Senators in der NHL.

## Karriere
Nach seiner Zeit in der Jugend bei den Detroit Compuware Ambassadors wurde Watson bei der OHL Priority Selection 2008 an 36. Stelle von den Windsor Spitfires ausgewählt. In seinem ersten Jahr in der Ontario Hockey League gewann er mit den Spitfires den J. Ross Robertson Cup und schließlich den Memorial Cup. Die Saison 2009/10 begann er erneut in Windsor, ehe er im Januar 2010 zu den Peterborough Petes wechselte. 2010 nahm er für das Team Cherry am CHL Top Prospects Game teil und wurde beim NHL Entry Draft 2010 an 18. Stelle von den Nashville Predators ausgewählt. In der Saison 2010/11 bestritt Watson zunächst 68 Spiele für die Petes in der OHL, ehe er im Frühjahr 2011 ins Farmteam der Predators, die Milwaukee Admirals, berufen wurde, für die er acht Spiele in der American Hockey League absolvierte. Zur Spielzeit 2011/12 kehrte Watson zunächst zu den Peterborough Petes in die Ontario Hockey League zurück, ehe ihn diese im Saisonverlauf innerhalb der Liga zu den London Knights transferierten.
Mit Beginn der Saison 2012/13 wechselte Watson endgültig in die Organisation der Predators, wobei er im April 2013 sein Debüt in der NHL gab und dort auf insgesamt sechs Einsätze kam. Die folgenden zwei Spielzeiten verbrachte er ausschließlich bei den Admirals in der AHL, ehe er zu Beginn der Saison 2015/16 erneut im NHL-Aufgebot stand. Mit den Predators erreichte Watson am Ende der Saison 2016/17 das Stanley-Cup-Finale, unterlag dort allerdings den Pittsburgh Penguins.
Im Juli 2018 wurde Watson zu drei Monaten auf Bewährung verurteilt, nachdem er im Vormonat aufgrund eines Falls von häuslicher Gewalt gegenüber seiner Lebensgefährtin verhaftet worden war. Infolgedessen wurde er von der NHL für 27 Spiele gesperrt. In einem Schiedsverfahren wurde diese Sperre in der Folge auf 18 Partien reduziert. Allerdings wurde Watson im Januar 2019 bis auf weiteres von der NHL gesperrt, jedoch „ausschließlich in Bezug auf seine anhaltenden Probleme mit seiner Alkoholabhängigkeit“ (engl.: „related exclusively to his ongoing issues with alcohol abuse“). Zur Saison 2019/20 kehrte Watson in den Kader der Predators zurück. Am Ende der Spielzeit wurde er jedoch nach acht Jahren in Nashville im Oktober 2020 an die Ottawa Senators abgegeben. Im Gegenzug erhielten die Predators ein Viertrunden-Wahlrecht im NHL Entry Draft 2021.
Bei den Senators verbrachte der Stürmer insgesamt drei Spielzeiten und kam dort regelmäßig zu Einsätzen. Nachdem sein Vertrag im Sommer 2023 nicht verlängert worden war, erhielt der Free Agent im Oktober durch ein Probetraining bei den Tampa Bay Lightning ein neues Arbeitspapier. Dieser Vertrag wurde im Sommer 2024 ebenfalls nicht verlängert, sodass er sich im Oktober 2024, abermals als Free Agent, den Detroit Red Wings anschloss.

### International
Für die USA nahm Watson an der Eishockey-Weltmeisterschaft der U18-Junioren 2010 teil und gewann dort mit seinem Team die Goldmedaille.

## Erfolge und Auszeichnungen
| - 2009 J.-Ross-Robertson-Cup-Gewinn mit den Windsor Spitfires - 2009 Memorial-Cup-Gewinn mit den Windsor Spitfires - 2010 Teilnahme am CHL Top Prospects Game - 2012 J.-Ross-Robertson-Cup-Gewinn mit den London Knights | - 2012 Wayne Gretzky 99 Award - 2012 Memorial Cup All-Star-Team - 2025 Teilnahme am AHL All-Star Classic |

### International
- 2010 Goldmedaille bei der U18-Junioren-Weltmeisterschaft

## Karrierestatistik
Stand: Ende der Saison 2024/25

### International
Vertrat die USA bei:
- U18-Junioren-Weltmeisterschaft 2010
- U20-Junioren-Weltmeisterschaft 2012
- Weltmeisterschaft 2022

(Legende zur Spielerstatistik: Sp oder GP = absolvierte Spiele; T oder G = erzielte Tore; V oder A = erzielte Assists; Pkt oder Pts = erzielte Scorerpunkte; SM oder PIM = erhaltene Strafminuten; +/− = Plus/Minus-Bilanz; PP = erzielte Überzahltore; SH = erzielte Unterzahltore; GW = erzielte Siegtore; 1 Play-downs/Relegation; Kursiv: Statistik nicht vollständig)